# جورج موراي (لاعب غولف)
جورج موراي (بالإنجليزية: George Murray)‏ هو لاعب غولف بريطاني، ولد في 10 يونيو 1983 في Anstruther ‏ في المملكة المتحدة.

## وصلات خارجية
- جورج موراي على موقع رابطة أوروبا للاعبي الغولف المحترفين (الإنجليزية)
- جورج موراي على موقع التصنيف العالمي الرسمي للغولف (الإنجليزية)